# Nisís Sesklí
Nisís Sesklí är en ö i Grekland.   Den ligger i prefekturen Nomós Dodekanísou och regionen Sydegeiska öarna, i den sydöstra delen av landet, 400 km öster om huvudstaden Aten. Arean är 1,9 kvadratkilometer.
Terrängen på Nisís Sesklí är platt. Öns högsta punkt är 106 meter över havet. Den sträcker sig 1,6 kilometer i nord-sydlig riktning, och 2,0 kilometer i öst-västlig riktning.